# Terra (DC Comics)
Pour les articles homonymes, voir Terra.
Terra est le nom de trois personnages de fiction appartenant à l'univers de DC Comics.
La première Terra, Tara Markov, a été créée par Marv Wolfman et George Pérez, dans New Teen Titans #26 (décembre 1982). La seconde Terra est un double venu du futur et apparu dans New Titans #79 (septembre 1991). Des éléments tendent à indiquer que toutes deux sont en réalité le même personnage, mais cela n'a pas été confirmé.
La troisième Terra, Atlee, créée par Jimmy Palmiotti, Justin Gray et Amanda Conner, est apparue en 2007 dans Supergirl #12 (janvier 2007).

## Tara Markov (1982)
Tara Markov, demi-sœur de Geo-Force, était la fille illégitime du roi de Markovie. En Markovie, elle fut prise en charge par le Dr Helga Jace, dont les expériences conférèrent à Terra le pouvoir de contrôler la matière terrestre. Après avoir obtenu ces pouvoirs, elle quitta la Markovie pour les États-Unis.
Véritable psychopathe de tempérament, Terra devint une mercenaire, faisant le sale boulot pour des personnes comme Deathstroke (avec qui elle partage une aventure, alors qu'elle était à peine âgée de seize ans et que lui était un homme mûr). Elle rejoignit les Teen Titans, les trompant en mettant en scène une bataille contre Deathstroke. Elle les espionna ensuite pour Deathstroke, lui donnant finalement toutes les informations dont il avait besoin pour capturer les Titans.
Les Titans vaincus furent emmenés dans la forteresse des commanditaires de Deathstroke, la HIVE. Nightwing et Jericho, le fils de Deathstroke, pénétrèrent dans la base de HIVE pour les sauver, mais furent capturés par Terra. Quand ils furent amenés à Deathstroke et aux membres de l'organisation, Jericho posséda son père et libéra les Titans qui attaquèrent alors HIVE. Ignorant les pouvoirs de Jericho, Terra cru que Deathstroke l'avait trahie, et, folle de rage, fit s'effondrer sur elle-même la base de HIVE. Malgré sa trahison, sa statue fut placée dans le Mémorial de la Tour des Titans.

## Le double de Tara Markov (1991)
En 1991, Terra réapparut comme membre des Teen Titans, originaires d'un 2001 possible. Contrairement à son prédécesseur, elle était une véritable héroïne. Elle était attirée par Beast Boy, mais celui-ci la rejeta par rancune pour la Terra originelle. Le Time Trapper lui dit qu'elle n'était pas originaire de ce futur, mais, paniquée, elle détruisit son message avant qu'il ne termine son histoire. Par la suite, elle découvrit que le cercueil de Tara Markov était vide.
Des preuves génétiques suggérèrent qu'elle était la Terra originelle, mais compte tenu de son horreur de ce qu'elle avait fait, Geo-Force décida de ne pas le lui révéler, pensant qu'elle préférerait ne pas avoir de passé du tout. Terra est par la suite apparue quelquefois, principalement dans des scènes impliquant les réservistes des Titans. Elle meurt finalement lors d'un combat contre Black Adam. Lorsque ce dernier s'échappe, les autres Titans, plutôt que de le poursuivre, restent sur place pour enterrer Terra.

## Flashpoint
Dans Flashpoint, Terra est aux côtés de Wonder Woman dans sa guerre contre Aquaman.

## Pouvoirs
Terra est une géokinésiste, c'est-à-dire qu'elle peut contrôler la terre et les minéraux. Elle peut utiliser ces pouvoirs pour provoquer des séismes, des tempêtes de sable, canaliser des coulées de lave et manipuler la roche. Il lui est même possible de soulever des rochers en l'air, sur lesquels elle peut se tenir pour voler.

## Adaptations à d'autres médias

### Séries animées

#### Teen Titans
Terra fait partie des personnages du comics à apparaître dans la série animée Teen Titans : Les Jeunes Titans, et est introduite dès la saison 2. Cette version diffère radicalement de celle du comics, supprimant son penchant psychopathe pour en faire un personnage plus sympathique, et sa relation avec Deathstroke se rapproche davantage d'une sorte de relation paternelle (similaire à celle entre Deathstroke et sa fille Rose Wilson dans le comic) plutôt que d'une liaison romantique. On peut noter qu'elle est l'une des rares personnes à aimer la cuisine de Starfire.
Dans cette série, Terra est une fille d'apparence fragile qui a beaucoup de mal à maitriser ses pouvoirs et se le reproche souvent : en effet, elle essayait toujours de faire le bien, mais finissait toujours par perdre le contrôle de ses pouvoirs et causer de graves dégâts, ce qui la forçait à fuir perpétuellement. Lorsqu'elle utilise ses pouvoirs, une lumière jaune caractéristique apparaît dans ses yeux, autour de ses mains et sur les roches dont elle prend le contrôle.
Terra apparait dans l'épisode portant son nom (épisode 3), où les Titans la rencontrent alors qu'elle est poursuivie par un gigantesque scorpion. À leur stupéfaction, ils n'ont cependant pas besoin d'intervenir pour la sauver, car elle se débarrasse elle-même du monstre en utilisant ses pouvoirs pour l'écraser sous un énorme rocher. Sympathisant avec elle, et apprenant qu'elle n'avait pas de maison, les Titans offrirent de l'héberger pour au moins une nuit, ce qu'elle accepta. Terra et Changelin se rapprochèrent vite affectivement. La nuit même, Changelin découvrit la difficulté que Terra avait à contrôler ses pouvoirs. Elle le fit aussitôt promettre de ne pas le révéler aux autres par peur d'être rejetée. Dans un premier temps, les autres Titans ne remarquèrent rien, car elle se débrouillait bien, étant plus talentueuse même que Cyborg à l'entraînement. Par la suite elle aida les Titans lors du retour de Deathstroke. Mais, dans la bataille, elle déclenche accidentellement un éboulement sur Changelin, manquant de le tuer. Elle prit aussitôt la fuite, et croisa sur son chemin Deathstroke, qu'elle tenta d'arrêter. Ce dernier la piégea, et, durant leur combat, lui révéla qu'il l'observait depuis un moment, et connaissait son secret. Il lui proposa de lui apprendre à maîtriser ses pouvoirs si elle le suivait, affirmant être le seul à en être capable. Mais elle refusa par amitié pour les Titans, Deathstroke partit alors après lui avoir affirmé que Changelin ne tiendrait pas sa promesse. Plus-tard, alors qu'elle s'apprêtait à partir, les Titans lui proposèrent de rester d'adhérer à leur groupe. Mais Robin, qui a compris qu'elle ne contrôlait pas ses pouvoirs, évoqua la nécessité d'un entraînement. Croyant que Changelin avait révélé son secret, Terra s'emporta contre ce dernier et partit.
Elle revient cependant à la surprise générale dans Un nouveau Titan (épisode 8), où elle est accueillie chaleureusement par tous, excepté Raven. Elle affirme être désormais d'accord pour devenir une Teen Titan et révèle qu'elle maîtrise mieux ses pouvoirs dans une démonstration impressionnante. Malgré cela, Raven n'avait toujours pas vraiment confiance en la maîtrise que Terra avait de ses pouvoirs. Lors d'une nouvelle mission contre Deathstroke, Raven s'interposa à deux reprises pour empêcher Terra d'agir, jugeant ses actions trop téméraires. Terra se sentait haïe, mais Raven lui expliqua finalement que, elle-même ayant eu besoin d'un entraînement intensif pour maîtriser ses pouvoirs, elle ne croyait pas que Terra puisse maîtriser réellement les siens si vite. Elles se réconcilièrent finalement, et sauvèrent ensemble la Tour Titan de Deathstroke. Après cet évènement, Terra fut admise en tant que membre de l'équipe. L'épisode s'achève sur l'image de Terra seule dans sa chambre, heureuse à l'idée que les Titans lui fassent enfin confiance.
Sa carrière parmi les Titans aura hélas été de courte durée. Dans Trahison (épisode 10), elle montre une attitude quelque peu bizarre, envoyant discrètement un message inconnu par ordinateur. Au cours d'une soirée où elle sort avec Changelin dans un parc d'attractions, la Tour Titan est prise d'assaut par les soldats-robots de Deathstroke. Pour le comble, Changelin perd son communicateur, forçant Robin, Starfire, Raven et Cyborg à affronter seuls l'invasion. Cependant, durant leur soirée ensemble, Changelin et Terra sont attaqués par Deathstroke. Après un combat acharné entre Changelin et Deathstroke, ce dernier révèle à son adversaire que c'est lui qui a enseigné à Terra comment maîtriser ses pouvoirs, que depuis son entrée parmi les Titans elle était une espionne chargée de les infiltrer pour lui et que c'est elle qui a permis l'accès à la Tour à ses robots en sabotant le système de sécurité. Face à l'incrédulité de Changelin, Terra finit à contrecœur par tout confirmer elle-même. Furieux, Changelin renie son amitié envers Terra et la laisse partir avec Deathstroke. L'assaut à la Tour est repoussé, mais les Titans restent sous le choc de la trahison.
Terra réapparaît dans Choc en retour 1re partie (épisode 12), cette fois en tant qu'antagoniste au service de Deathstroke. Devenue sa nouvelle apprentie, elle entreprend d'éliminer les Teen Titans. Cette fois, Deathstroke l'a dotée d'un costume spécial qui lui permet de l'aider à distance au combat. À la demande de Changelin, les Titans lui laissent une dernière chance de repasser du bon côté. Mais elle refuse et les bat chacun leur tour, les laissant pour morts.
Dans Choc en retour 2e partie (épisode 13), Deathstroke et Terra ont conquis la ville. Alors que, durant sa patrouille, Terra se remémore les bons instants passés avec les Titans, ces derniers surgissent de nulle-part et l'attaquent. Complètement terrorisée, elle finit par s'enfuir, ce qui lui attire les foudres de Deathstroke. Ne voulant plus être au service de Deathstroke, ce dernier lui révèle qu'elle ne peut pas enlever son costume et prend un contrôle total sur son corps. Changelin arrive et affronte Terra contrôlée par Deathstroke. Elle prend le dessus sur lui, mais au moment de porter le coup fatal, Changelin tente de la convaincre qu'elle peut encore refuser d'être contrôlée. L'arrivée des autres Titans, qui soutiennent cet avis, lui permet de se libérer de l'emprise de Deathstroke et de se retourner contre lui. Au terme du combat, elle déclenche involontairement une éruption volcanique et fait tomber Deathstroke dans la lave. Terra décide alors de rester dans la grotte pour sauver la ville. Elle réussit a stopper l'éruption mais en contre effet fut changée en statue de pierre. En son honneur, les Titans déposent au socle de la statue un bouquet de fleurs et une plaque avec les mots « Terra, une Teen Titan, une vraie amie ».
La mort de Terra marque la saison 2 comme s'achevant de façon plutôt triste, fait assez inhabituel dans cette série au ton plutôt humoristique.
Cependant, dans l'épisode Les temps changent (saison 5, épisode 13), Changelin découvre que la statue de Terra a disparu et rencontre par hasard une étudiante identique physiquement à Terra dans une école publique. Mais celle-ci le repousse et refuse de le voir ou de parler avec lui des anciens temps, prétextant qu'elle ne le connait pas. À la fin de l'épisode, on ignore toujours s'il s'agissait de la vraie Terra ou si elle était, comme elle le prétendait, quelqu'un d'autre.

#### Teen Titans GO!
Terra apparaît dans cette version décalée de la série. Bien que son design est le même que celui de Teen Titans, sa personnalité est plus fidèle au comics.
Elle apparaît dans l'épisode Terra (saison 1, épisode 21), où elle est envoyée espionner les Titans et voler tous leurs secrets, en se servant de Changelin qui est fou amoureux d'elle. Seule Raven s'en méfie, mais les autres Titans pensent seulement qu'elle est jalouse. Elle est finalement envoyée dans une autre dimension utilisée comme vide-ordures des Titans par Raven.
Dans Joyeuse St Valentin (saison 1, épisode 40), elle sera libérée par Changelin, qui n'a pas de partenaire pour la Saint-Valentin. Elle se sert à nouveau de lui pour planifier sa vengeance contre les Titans. Elle revient alors équipée de gants renforçant ses pouvoirs et parvient à mettre K.O les jeunes héros. Elle se retrouve ensuite face à Changelin, qui le cœur brisé lui chante une sérénade qu'il avait écrit pour elle. Touchée par son geste elle baisse sa garde et Raven en profite pour la renvoyer dans la dimension vide-ordures.

#### La Ligue des justiciers: Nouvelle Génération
Terra apparaît dans la saison 3 de la série. Elle est ici la petite sœur (et non la demi-sœur) de Brion Markov (alias Geo-Force) et Gregor Markov, ainsi qu'une membre légitime de la famille royale de Markovia.
Enlevée deux ans avant le début de la saison, elle a été le cobaye d'expériences menées par le Baron Bedlam et la scientifique Helga Jace qui lui ont donnés ses pouvoirs de contrôle de la matière terrestre. Prise en main par Deathstroke, employé par l'organisation criminelle de la Lumière, elle est entraînée au combat par ce dernier et finit par s'attacher à lui, le voyant comme un père.
Si, dans un premier temps, elle infiltre les jeunes super-héros pour le compte de son mentor, elle décide finalement de changer de camp avec l'aide de la justicière Tigresse et rejette Deathstroke et la Lumière pour devenir une véritable héroïne.

### Films d'animation

#### DC Universe Animated Original Movies

##### La Ligue des justiciers vs. les Teen Titans
Terra apparaît brièvement dans une scène post-générique du film.

##### Teen Titans: The Judas Contract
Cette version de Terra reprend globalement celle du comics, avec quelques différences notables : elle a acquis ses pouvoirs naturellement et non par des expériences.
Enfant, Terra fut rejeté par sa famille et tout son village qui la qualifiait de sorcière à cause de ses pouvoirs. Elle fut sauvée d'une mort certaine par Deathstroke qui la prit sous son aile. Petit à petit, elle commencera à éprouver des sentiments pour lui.
Lorsque Slade passe un contrat avec Brother Blood, où il doit capturer les Teen Titans, Terra est envoyée infiltrer l'équipe afin de récolter des informations sur eux et en informer son mentor. Elle effectue sa mission efficacement, mais se met à développer des sentiments pour son équipier Changelin, qui lui font brièvement remettre en question les paroles de Slade, qui lui disait que le monde entier la rejetait.
Découverte par son équipier Robin, elle le capture avec l'aide de Deathstroke, puis piège tous les autres Titans, à l'exception de Nightwing qui a été laissé pour mort après un duel avec Slade. Le mercenaire trahit alors sa protégée et la remet à Blood en remplacement de Nightwing. Ce dernier, bien vivant, parvient à libérer son équipe et entame une bataille contre les hommes de Blood.
Durant la bataille finale, Terra, ivre de colère, affronte Slade en combat singulier. Vaincu, le mercenaire disparait dans un éboulement provoqué par son ancienne disciple qui, désespérée, refuse l'aide de Changelin, ne se pardonnant pas de l'avoir trahi, et préfère se suicider. Elle est plus tard retrouvée par son équipe sous les gravats et a juste le temps de regarder Changelin une dernière fois avant de s'éteindre dans ses bras.